# 山本乃愛
山本 乃愛（やまもと のあ）は、日本の女性歌手、コスプレイヤー、モデル、声優。ガールズバンドOne Year Laterの元ボーカル。

## 来歴
- 2016年-ソロ「山本乃愛」名義で活動
- 2017年 - 2019年 二面性ロックバンド「NoA's Ark」として活動
- 2019年 -  ガールズバンド「One Year Later」として活動
- 2019年 - NoAとして作詞家活動開始
- 2021年 - 山本乃愛として声優活動開始
- 2023年 - DJ ASH-RAとしてDJ活動開始
- 2024年 - あしゅらとしてコスプレ活動開始
- 2025年 - ショートドラマ「キャプテンニック」にて俳優活動開始

## 人物
【プロフィール】
青森県黒石市出身。誕生日は1月14日。年齢と本名は非公開。身長154.8cm/体重40kg/靴のサイズ22.5〜23cm。
【活動】
元所属事務所はSPACEY MUSIC ENTERTAINMENT。
現在は音楽に関する活動はRockathleteと提携所属。
愛称はのあちゃ。イメージカラーは(山本乃愛)赤・(あしゅら)水色。
【詳細】
趣味　ゲーム・アニメ・コスプレ・マンガ
ゲーム　FPS・TPS・シミュレーション・RPG・アクションなど特定のジャンルというよりはゲーム全般が好きで、元気(コナミホールディングス)より発売された「風雲 新撰組」やコーエー(コーエーテクモゲームズ)から発売された「太閤立志伝」「信長の野望」を好んでいた。なお、カイロソフトから発売されているゲームは全てプレイ済みである。steamやoriginなどで販売されているPCゲームもプレイしており、かなりのゲームヲタク。
ペット　ペットはミニチュア・ピンシャーのアズくん、ベンガル猫のレイくん、ライオン・ドワーフのルカちゃん。名前の由来は　ガンダムシリーズに登場するシャア・アズナブルとアムロ・レイ、機動戦士ガンダムZZに登場するルー・ルカから命名。
動物が好き過ぎて保護犬猫ボランティアを始め、JKC愛犬飼育管理士の資格を取得。現在も動物に関する資格について勉強中。
その他にも、簿記2級や秘書1級、ITビジネスや経済についての資格も取得しているほど、資格が好きらしい。
食べ物　かなりの偏食で、中でもトマトが特に苦手で魚介類はほとんど食べない。ファストフードを好み、マクドナルドやロッテリアを主に食べている。好きな食べ物はハンバーグ・オムライス・スパゲティ。
【その他嗜好】
お笑い芸人　好きな芸人は、さまぁ〜ず・内村光良・サンドウィッチマン・東京03
酒　好きな焼酎は芋焼酎の「川越」。
音楽　好きなアーティストはB'z・LiSA
ブランド　よく身に付けているブランドはvivienne westwood・DIESEL・jouetie・JustinDavis

## Discography
2020年3月14日　「LAST ALBUM」/ 「Light of Hope.」（NoA's Ark.名義）サブスクリプション配信開始
2023年　2nd single「RAVE」「ANSWER-答-」サブスクリプション配信開始
2024年　3rd single 「BLUE」サブスクリプション配信開始
2024年　4th single「Char Aznable」サブスクリプション配信開始

## LiVE

### 「NoA's Ark.」として
2017年7月2日　バンドとして初ライブ。会場：新宿RUIDO K4
バンドメンバー：mika / shota / 346 / 神林亮太 / syn YAMAZAKI
2017年11月26日　ミニアルバム「Always next to you」レコ発ライブ　会場：新宿SCIENCE
バンドメンバー：mika / shota / 346 / 神林亮太 / syn YAMAZAKI
2018年1月21日　Birthday ONE-MAN LiVE "NoA's Ark. Next→"　会場：新宿SCIENCE
バンドメンバー：mika / shota / 346 / 神林亮太 / syn YAMAZAKI
2018年3月17日　「Dead or LiVE vol.5」　会場：新宿RUIDO K4
バンドメンバー：mika / shota / 346 / 神林亮太 / syn YAMAZAKI
2018年4月12日　「L-1グランプリ　予選」　会場：渋谷REX
バンドメンバー：mika / shota / 346 / 神林亮太 / syn YAMAZAKI
2018年4月12日　「L-1グランプリ　予選」　会場：渋谷REX
バンドメンバー：mika / shota / 346 / 神林亮太 / syn YAMAZAKI
2018年5月13日　会場：新宿SCIENCE
バンドメンバー：shota / 346 / 神林亮太 / もっちー / syn YAMAZAKI
2018年6月12日　「L-1グランプリ　準決勝」　会場：渋谷RizM
バンドメンバー：mika / shota / 346 / 神林亮太 / syn YAMAZAKI
2018年8月12日　「L-1グランプリ　決勝大会」　会場：新宿ReNY
バンドメンバー：mika / shota / 346 / 神林亮太 / syn YAMAZAKI
2018年8月26日　「NoA's Ark. 2nd ONE-MAN LiVE」　会場：新宿SCIENCE
バンドメンバー：mika / shota / 346 / 神林亮太 / syn YAMAZAKI
2018年10月8日　会場：新宿SCIENCE
バンドメンバー：mika / shota / 346 / 玲於奈 / syn YAMAZAKI
2018年12月12日　「ホントノミリョク」　会場：渋谷REX
バンドメンバー：shota / 346 / 神林亮太 / 小瀬二千翔 / syn YAMAZAKI
2019年1月13日　「NoA's Ark. ONE-MAN LiVE」　会場：新宿RUIDO K4
バンドメンバー：mika / shota / 346 / 神林亮太 / syn YAMAZAKI
2019年3月16日　「闘志決戦・本気ライブ！ supported by うたなび　ラウンド６」　会場：方南町Mboxx
バンドメンバー：mika / shota / 346 / 神林亮太 / syn YAMAZAKI
2019年3月29日　「神田みちあそび」　会場：神田みちあそび特設ステージ
バンドメンバー： 神林亮太 / 小瀬二千翔 /syn YAMAZAKI
2019年4月19日　「ホントノミリョク」　会場：渋谷REX
バンドメンバー：shota / 346 / 神林亮太 / 小瀬二千翔 / syn YAMAZAKI
2019年5月31日　「三咲はるバースデーライブ」　会場：渋谷aube
バンドメンバー：shota / 神林亮太 / 小瀬二千翔 / syn YAMAZAKI
2019年6月30日　「NoA' Ark. Last LiVE」　会場：池袋RUIDO K3
バンドメンバー：mika / shota / 神林亮太 / 玲於奈 / 小瀬二千翔 / mochi / syn YAMAZAKI

### 「山本乃愛」として
2022年5月28日「山本乃愛 ONE-MAN LiVE〜D.S. coda630〜」会場：新宿WALLY
　バンドメンバー：mika / 神林亮太 / 346 / syn YAMAZAKI
2023年1月14日「山本乃愛 ONE-MAN LiVE〜 Schwarz Wolf 〜」会場：新宿WALLY
　バンドメンバー：mika / 神林亮太 / 346 / syn YAMAZAKI
2023年6月24日「山本乃愛 ONE-MAN LiVE〜 Music is Key All 〜」会場：新宿HEIST
　バンドメンバー：mika / 神林亮太 / 346 / syn YAMAZAKI
2025年1月12日「山本乃愛 ONE-MAN LiVE〜DEViL and ANGEL〜」会場:新宿SCIENCE
バンドメンバー：ジョー / 伊藤純也 / 神林亮太 / 346 / syn YAMAZAKI

## ドラマ
2025年6月　SNSショートドラマキャプテンニック　TikTok

## メディア
2019年5月11日　日刊スポーツ「4356」コーナー
2022年5月20日　Ticketpay Creators
2024年10月2日　GameWith 東京ゲームショウコスプレイヤーまとめ｜TGS2024
2025年1月19日　INSIDE 東京コミックコンベンション2024 単独掲載
2025年1月17日〜2025年3月17日　鈴村監督のグラサンナイト | ED曲「BLUE」
2025年6月21日　ModelPress 「あしゅら、ジークアクス・まちゅのコスプレを披露「15分でウィッグ作りました」＜Snap’n Beat＞」
2025年６月24日　日刊スポーツ TikTokドラマ「キャプテンニック」話題　ポンコツ超能力の数々にツッコミ